# Benjamim Bill
Benjamim Bill Vieira de Souza (Assis Chateaubriand (Paraná), 11 de dezembro de 1972) é administrador de empresas e político brasileiro, filiado ao Partido Liberal (PL), ex-prefeito do município de Nova Odessa, no interior do estado de São Paulo.

## Carreira
Bill é administrador de empresas pela Faculdade Network, com especialização em Gestão de Pessoas. Ingressou na política em 1999. No ano seguinte, candidata-se pela primeira vez para o cargo de vereador, recebe 618 votos, sendo o candidato mais votado daquele pleito . Exerce o mandato entre 2001 e 2004. Em 2004, foi candidato a vereador novamente e, apesar de ter recebido o maior número de votos (871), não conquista uma cadeira na Câmara de Vereadores por conta do coeficiente partidário.
Em 2008, Bill decide disputar a Prefeitura de Nova Odessa pela primeira vez , recebe 11.017, mas fica em segundo lugar na disputa. Quatro anos mais tarde, é candidato ao Poder Executivo mais uma vez e é eleito prefeito com 20.813 votos , o que correspondeu a quase 69% dos votos válidos. Em 2012, Bill é reeleito prefeito de Nova Odessa. Ele teve 16.526 votos, o equivalente a 53,17% dos votos válidos .
Em 2015, Bill é eleito, pela primeira vez, presidente do Consimares - Consórcio Intermunicipal de Manejo de Resíduos Sólidos da Região Metropolitana de Campinas . O consórcio envolve oito cidades, que geram uma média de 1000 toneladas de resíduos urbanos domésticos por dia. É mantido no cargo para o biênio 2017/18 , tendo o prefeito de Santa Bárbara d'Oeste, Denis Andia, mais uma vez como vice-presidente. No final de 2018, Bill aceita o desafio para comandar, pela terceira vez consecutiva, a presidência do Consimares , com mandato até 2020.
O prefeito de Nova Odessa também preside o CD-RMC (Conselho de Desenvolvimento da Região Metropolitana de Campinas). Sua eleição para o cargo aconteceu em 2017 , tendo como vice-presidente Gustavo Reis, chefe do Executivo de Jaguariúna. Na ocasião, Bill apontou como meta a recuperação do Ribeirão Quilombo – uma cobrança do Ministério Público - e melhorias na Saúde. Além do Consimares e do Conselho de Desenvolvimento da RMC, Bill também preside o Consórcio PCJ, para o qual foi eleito em 2017  para a gestão 2017/19. O nome do prefeito de Nova Odessa foi indicado, por unanimidade, entre os 42 representantes dos municípios integrantes da entidade com direito a voto.
Sua atuação à frente da prefeitura e dos três consórcios lhe rendeu alguns prêmios. Em abril de 2018, Bill foi agraciado com o prêmio InovaCidade, do SmartCity Business America . Em sua sexta edição, o prêmio destaca projetos desenvolvidos pela administração pública, iniciativa privada ou sociedade, que causaram impacto positivo na vida das pessoas. O SmartCity Business America é uma organização sem fins lucrativos e um dos mais importantes eventos sobre Cidade Inteligente da América.
No mesmo ano, Bill recebeu o prêmio “Gestor Público para Cidades Inteligentes 2018”, entregue pela Smart City Business, Movimento Cidades Inteligentes, em razão do seu comprometimento com a sustentabilidade e o seu apoio aos processos de regionalização - que culminam com o fortalecimento das regiões - no Estado de São Paulo.